# NGC 252
NGC 252 es una galaxia lenticular localizada en la constelación de Andrómeda.